# Dipyle boucardi
Dipyle boucardi är en fjärilsart som beskrevs av Guérin-meneville 1867. Dipyle boucardi ingår i släktet Dipyle och familjen säckspinnare. Inga underarter finns listade i Catalogue of Life.